# Международный кинофестиваль в Сан-Франциско

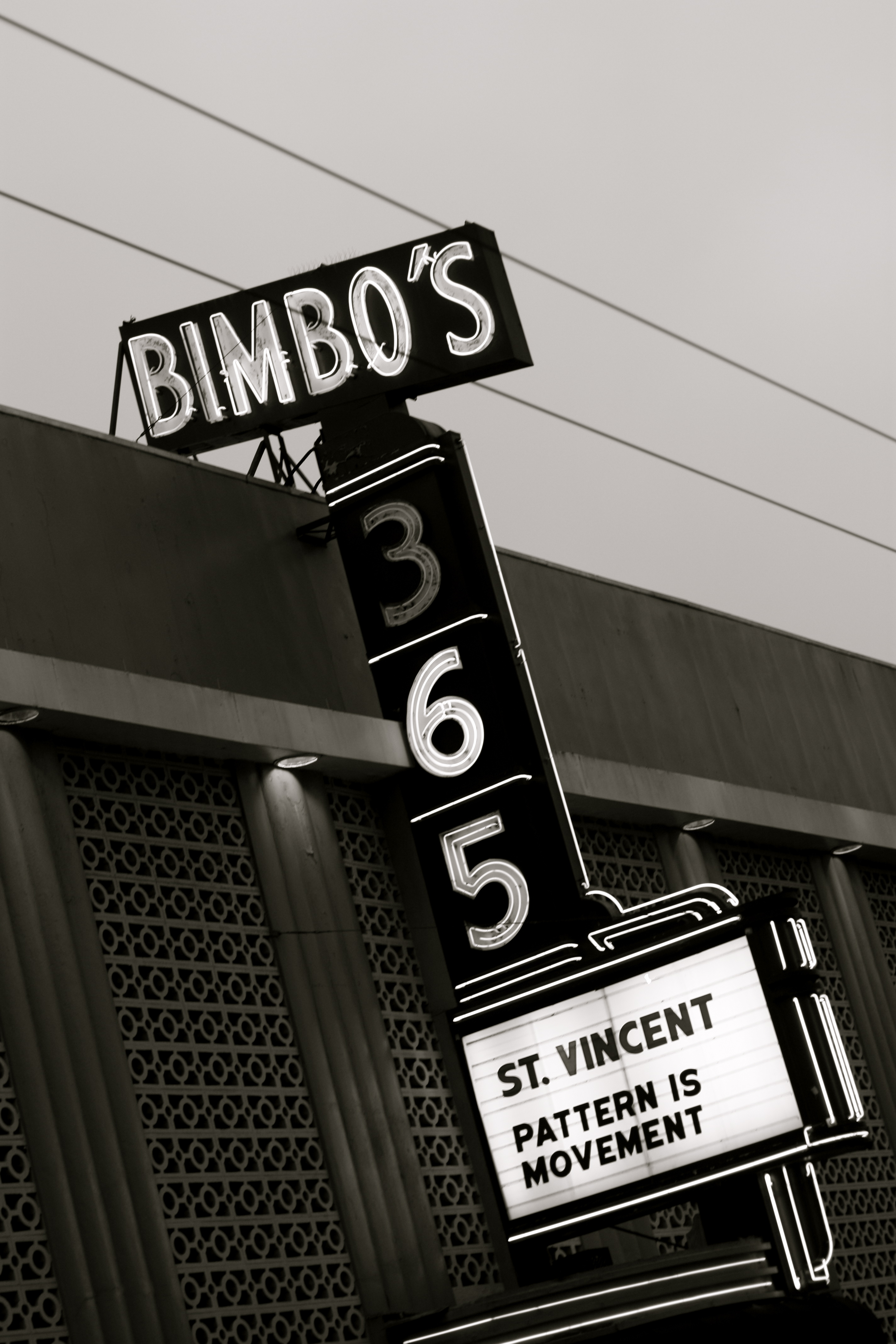
Bimbo’s 365 Club, Коламбус-авеню, Рашен-Хилл, Сан-Франциско

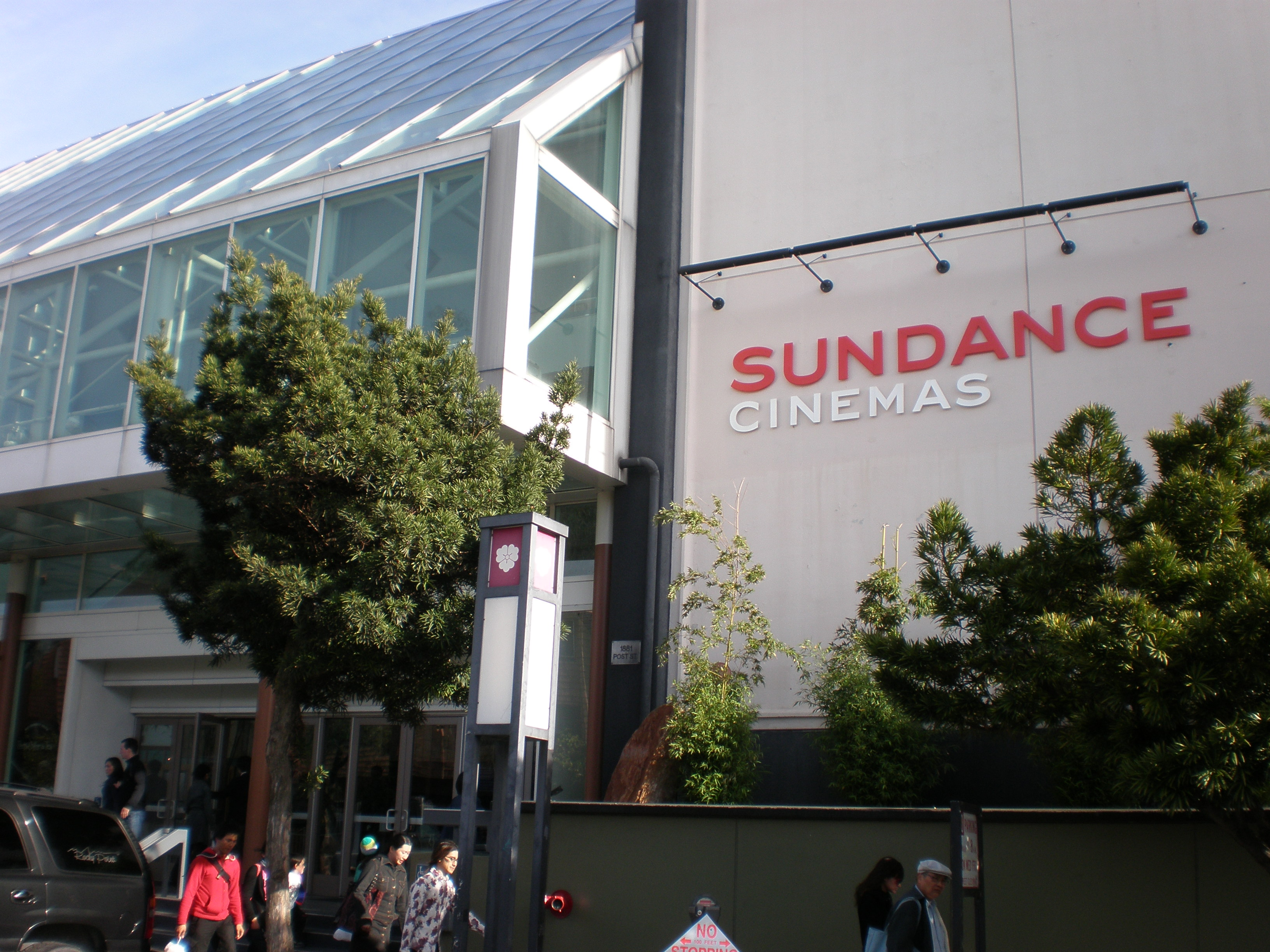
Кинотеатр Кинотеатр Сандэнс Кабуки, Пост-стрит, Уэстерн Аддишен, Сан-Франциско, Сан-Франциско

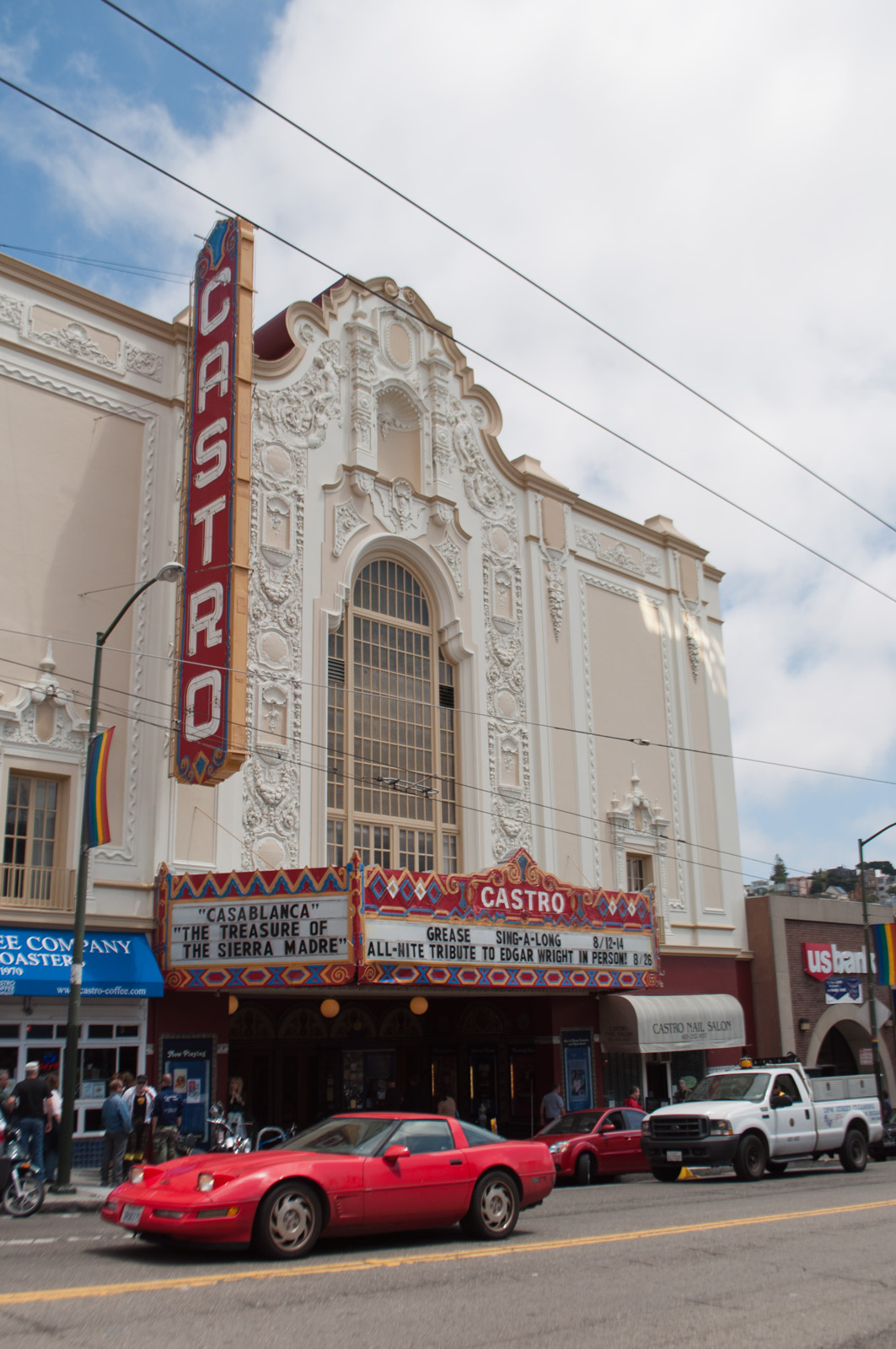
Театр Кастро, Кастро-стрит, Кастро, Сан-Франциско

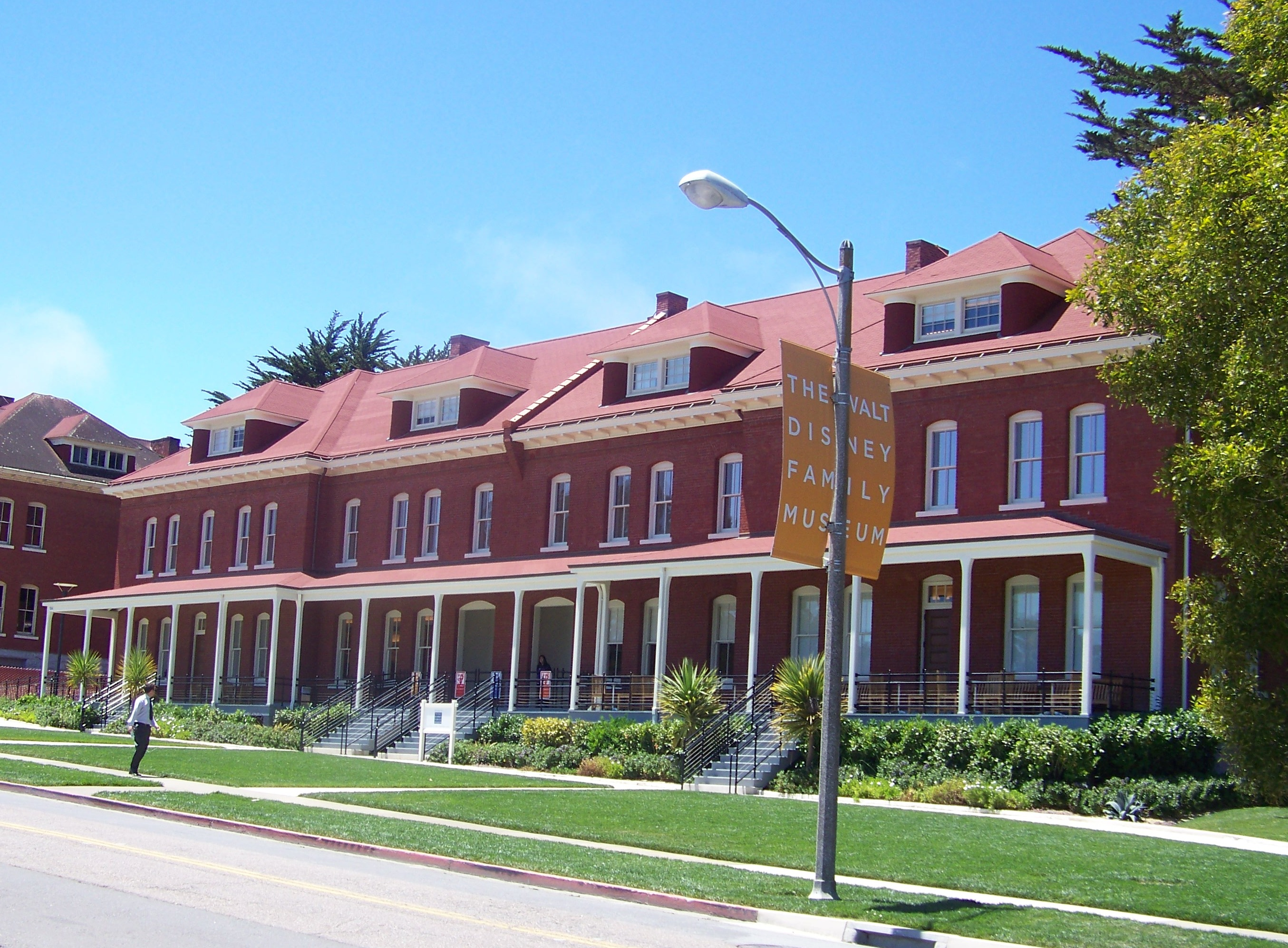
Музей семьи Уолта Диснея, Монтгомери-стирт, Пресидио, Сан-Франциско, Сан-Франциско

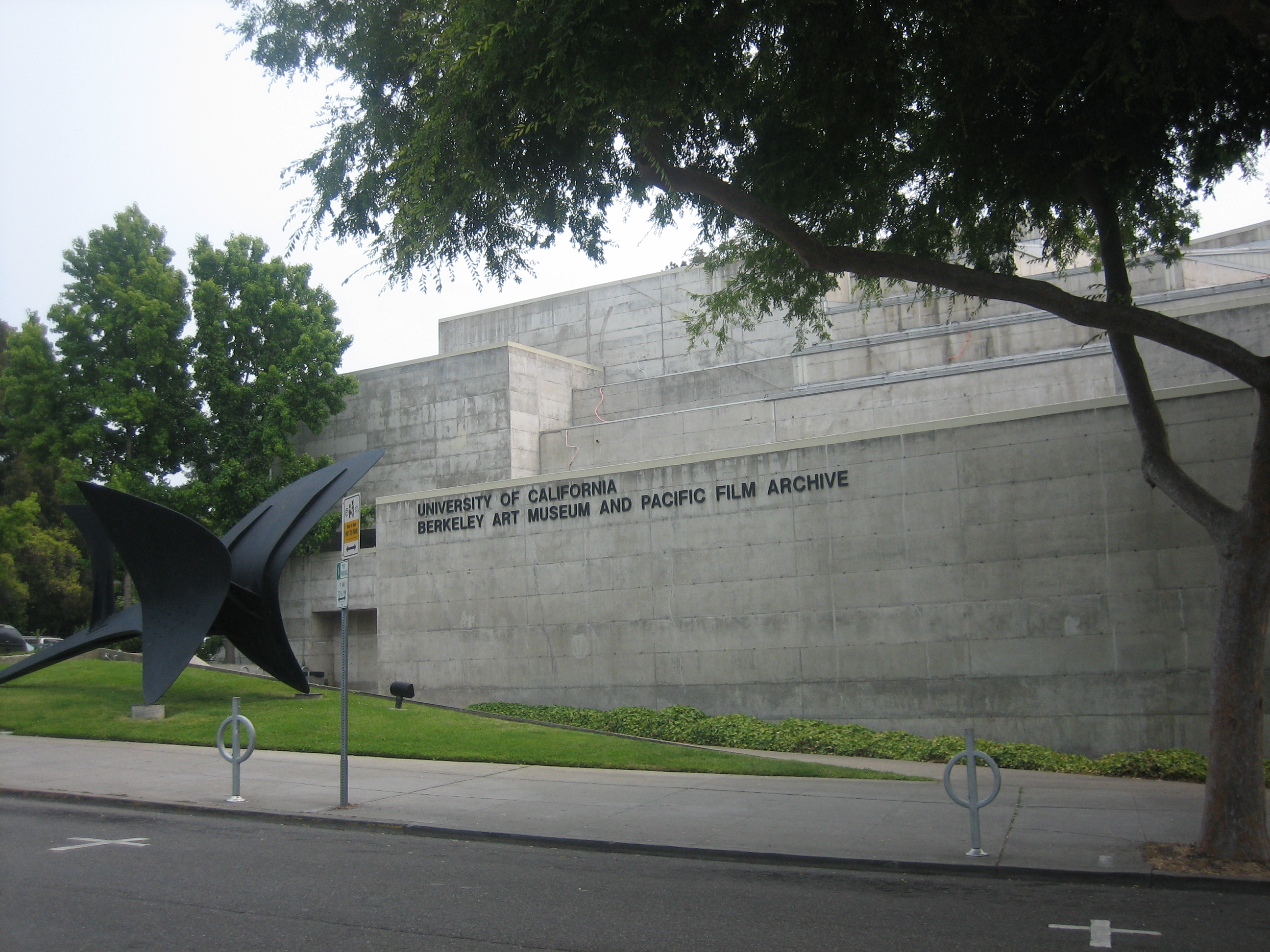
Музей искусств и тихоокеанский киноархив в Беркли (BAM/PFA), Банкрофт-Уэй, Саутсайд, Беркли, Калифорния, Беркли. Архитектор Чампи, Марио

Международный кинофестиваль в Сан-Франциско (англ. San Francisco International Film Festival) — кинофестиваль. Проходит ежегодно с 1957 года в городе Сан-Франциско, Калифорния, США. Является старейшим ежегодным кинофестивалем в США.
Организован некоммерческой организацией кинопрокатчиков Киносообщество Сан-Франциско. Каждую весну в течение двух недель представляет в среднем 150 фильмов из более чем пятидесяти стран мира. Фестивалем освещаются важнейшие течения в мировом кино. Уклон делается на фильмы, не нашедшие прокатчиков в США.
В 2011 году кинофестиваль посетили свыше 80 тысяч гостей. Показы проходили в Сан-Франциско, в Беркли и в округе Марин.
Грэм Леггат (1960—2011) стал исполнительным директором фестиваля 17 октября 2005 года. Американец шотландского происхождения Леггат умер 25 августа 2011 года от рака в возрасте 51 года.
54-й ежегодный Международный кинофестиваль в Сан-Франциско состоялся с 21 апреля по 5 мая 2011 года. Кинофестиваль прошел в кинотеатре Сандэнс Кабуки, в Театре Кастро, в Музее современного искусства и в кинотеатре Тихоокеанского киноархива (BAM/PFA) в Беркли.

## История
Основан в 1957 году кинопрокатчиком Ирвингом Левиным (англ. Irving "Bud" Levin). Начинался кинофестиваль с благих намерений обеспечить место городу Сан-Франциско на сцене мировой культуры, а также показать горожанам кино как вид искусства.
Американцы увидели иностранные фильмы. Важную работу для этого сделал кинофестиваль. В числе фильмов, которые показали на первом фестивале, были «Трон в крови» Акиры Куросавы и «Песнь дороги» Сатьяджита Рея.
Одним из препятствий в первые годы было отсутствие поддержки со стороны крупных голливудских студий. Воротил от кино пугала надвигающаяся угроза прихода на рынок иностранных фильмов. Опасались студии и того, что фестиваль перетянет внимание и деньги от Оскара. Изменилось все с 1959 года. В том году на кинофестивале показали крупный американский фильм «Возлюблённый язычник» (англ. Beloved Infidel) режиссёра Генри Кинга, в котором сыграли Грегори Пек и Дебора Керр.

## Награды и премии

### Золотые ворота
Золотые ворота — основной конкурс кинофестиваля. Участвуют документальные, анимационные, короткометражные, экспериментальные кино и видео, детские фильмы и фильмы для телевидения. Правила требуют, чтобы для конкурсных фильмов область залива Сан-Франциско была местом премьеры. И чтобы фильмы не запускались в прокат до кинофестиваля в коммерческих кинотеатрах или электронных средствах массовой информации любого вида. Три жюри определяют победителя в каждой из пятнадцати номинаций:

#### Лучшие документальные фильмы. Приз Золотые ворота
- Познавательный документальный фильм

- 2011 — Преступление после преступления , Йоав Поташ (США, 2011)
- 2010 — Последний поезд домой , Лисинь Фан (Канада, Китай, 2009)

- Документальный фильм

- 2011 — Лучше этого мира, Келли Дуэйн де ла Вега и Кэти Гэллоуэй (США, 2011)
- 2010 — Пианомания, Лилиан Франк и Роберт Кибис (Австрия, Германия 2009)
- 2005 — Чешская мечта, Филип Ремунда и Вит Клусак (Чехия, 2004)

- Документальный фильм области залива Сан-Франциско

- 2011 — Лучше этого мира, Келли Дуэйн де ла Вега и Кэти Гэллоуэй (США, 2011)
- 2010 — Подозреваемый, Роберто Эрнандес, Джеффри Смит (Мексика, 2009)

#### Лучшие короткометражные фильмы. Приз Золотые ворота
- Короткометражный документальный фильм
- Игровая короткометражка
- Анимационная короткометражка
- Новые взгляды
- Короткометражка области залива Сан-Франциско, Первый приз
- Короткометражка области залива, Второй приз
- Фильм для молодежи
- Фильм для юношей
- Работы для детей и семей
- Телевизионный игровой полнометражный фильм
- Телевизионная игровая короткометражка
- Телевизионный игровой документальный фильм
- Телевизионная документальная короткометражка

### Приз основателя для режиссёров
Эта награда присуждается каждый год мастеру мирового кино в память основателя кинофестиваля Ирвинга Левина. Последние лауреаты:
- 2011 — Оливер Стоун[6]
- 2010 — Уолтер Саллес[7]
- 2009 — Фрэнсис Форд Коппола
- 2008 — Майк Ли
- 2007 — Спайк Ли
- 2006 — Вернер Херцог
- 2005 — Тэйлор Хэкфорд
- 2004 — Милош Форман
- 2003 — Роберт Олтмен

### Приз Питера Дж. Оуэнса
Названный в честь благодетеля искусства и благотворителя Питера Дж. Оуэнса (англ. Peter J. Owens) (1936—1991), этот приз вручается актёру, чья работа является «примером блеска, независимости и целостности».
- 2011 — Теренс Стэмп
- 2010 — Роберт Дюваль
- 2009 — Роберт Редфорд
- 2008 — Мария Белло
- 2007 — Робин Уильямс
- 2006 — Эд Харрис
- 2005 — Джоан Аллен
- 2004 — Крис Купер
- 2003 — Дастин Хоффман

### Приз Канбара
Приз Канбара дается за выдающиеся сценарии. Морис Канбар англ. Maurice Kanbar) — предприниматель, живущий в Сан-Франциско. Лауреатами в разные годы стали:
- 2011 — Фрэнк Пирсон
- 2010 — Джеймс Шамус
- 2009 — Джеймс Тобак
- 2008 — Питер Морган
- 2007 — Роберт Таун
- 2006 — Жан-Клод Карьер
- 2005 — Пол Хаггис

### Приз Мела Новикова
Названный в честь легендарного прокатчика из Сан-Франциско Мела Новикова (англ. Mel Novikoff) (1922—1987) приз присуждается лицу или организации, которые обогатили и разнообразили киносообщество области залива Сан-Франциско. Лауреаты последних лет:
- 2011 — Серж Бромберг
- 2010 — Роджер Эберт
- 2009 — Брюс Гольдштейн
- 2008 — Джеймс Льюис Хоберман
- 2007 — Кевин Браунлоу
- 2005 — Анита Монга
- 2004 — Паоло Черчи Усаи
- 2003 — Мэнни Фарбера

### Приз Золотые Ворота Пристальный взгляд
Призом Пристальный взгляд отличают достижения режиссёра, работающего в документальном кино, автора короткометражных фильмов, анимации или работающего на телевидении. Лауреаты:
- 2011 — Мэтью Барни
- 2010 — Дон Херцфельдт
- 2009 — Лурдес Портильо
- 2008 — Эррол Моррис
- 2007 — Хедди Хонигманн
- 2006 — Гай Мэдден
- 2005 — Адам Кёртис
- 2004 — Джон Элсе
- 2003 — Пэт О’Нил
- 2002 — Фернандо Бирри
- 2001 — Кеннет Энгер
- 2000 — Вера Хабли
- 1999 — Йохан ван дер Кеукен
- 1998 — Роберт Франк
- 1997 — Ян Шванкмайер

### Приз полуночи
Получают подающие надежды молодые американские актёр и актриса независимого и голливудского кино, которые принесли в свои роли поразительный интеллект, талант и глубину характера. Последние лауреаты:
- 2011 — Клифтон Коллинз-младший и Зои Салдана
- 2009 — Эван Рейчел Вуд и Элайджа Вуд
- 2008 — Роуз Макгоуэн и Джейсон Ли
- 2007 — Розарио Доусон, Сэм Рокуэлл

### Адрес страны кино
Каждый год фестиваль приглашает лидера в мире кино для доклада о проблемах кино. Прошлыми докладчиками были:
- 2003 — Питер Селларс
- 2004 — Тильда Суинтон
- 2005 — Брэд Бёрд
- 2006 — Б. Рубин Рич
- 2007 — Мишель Симан
- 2008 — Кевин Келли
- 2009 — Мэри Эллен Марк
- 2010 — Вальтер Мёрч
- 2011 — Кристин Вахон